# 索菲 (奧地利女大公)
奥地利的索菲女大公（德語：Sophie, Erzherzogin von Österreich，1855年3月5日—1857年5月29日）是奥地利皇帝弗朗茨·约瑟夫一世和奥地利皇后伊丽莎白之长女。與其祖母苏菲公主同名。
1857年春天，弗朗茨·约瑟夫一世一家到匈牙利旅遊。他们在布达佩斯停留时，苏菲和妹妹吉賽拉均有腹瀉和发高烧的情况。僅十个月大的吉赛拉存活了，不過苏菲於十一个小时后於母亲怀里過世。索菲的過世对時年僅十九岁的伊丽莎白皇后打击很大，伊丽莎白皇后终生都佩戴着有索菲画像的手链。